# پروخورف ۶۱۶۲
سیارک ۶۱۶۲ (به انگلیسی: 6162 Prokhorov، نامگذاری:1973SR6) شش هزار و صد و شصت و دومین سیارک کشف شده‌است که در ۲۵ سپتامبر ۱۹۷۳ کشف شد.
قدر مطلق سیارک برابر ۱۳٫۲۰ است.